# Poisson d'avril
Pour les articles homonymes, voir Poisson d'avril (homonymie).

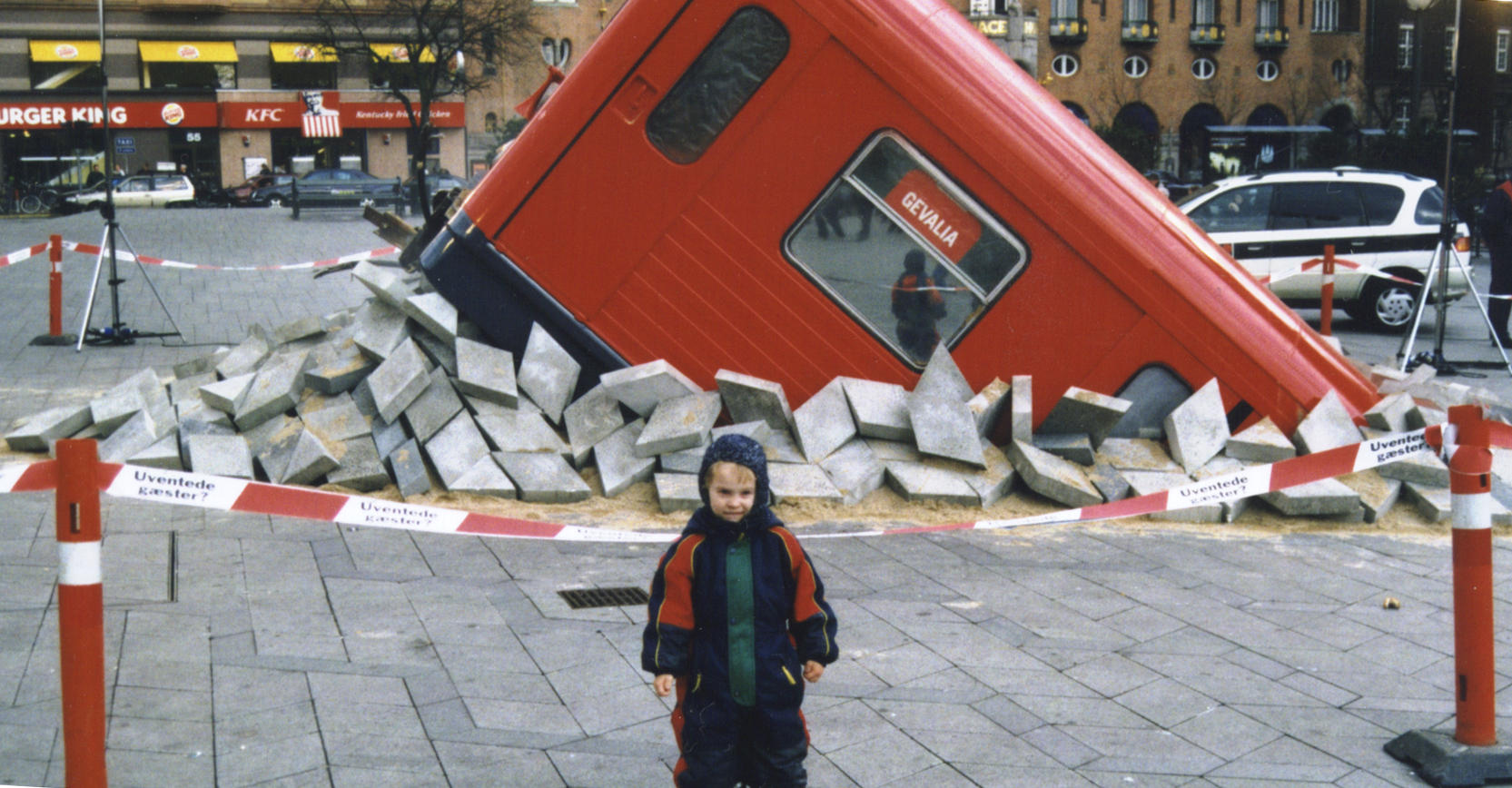
Un poisson d’avril très élaboré à Copenhague en 2001.

Un poisson d’avril, est une plaisanterie ou une farce que l'on fait le 1er avril à ses connaissances, à ses amis et sa famille. Il est aussi de coutume de faire des canulars dans les médias, aussi bien presse écrite, radio, télévision que sur Internet (canular informatique).
Une autre plaisanterie du 1er avril est d'accrocher un poisson (souvent en papier) dans le dos d'une personne dont on veut se moquer sans qu'elle ne s'en rende compte. « Poisson d’avril ! » est une exclamation qui se dit une fois qu’une des plaisanteries est découverte.

## Origine

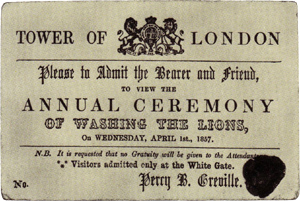
Un bon pour assister au « lavage des lions » annuel à la Tour de Londres, à la date du mercredi 1er avril 1857. Un tel évènement n'a jamais existé.

La locution « poisson d'avril » est attestée au XVe siècle : sa plus ancienne occurrence connue se trouve dans le Doctrinal du temps présent de Pierre Michault, daté de 1466 ; elle y désigne un « entremetteur, intermédiaire, jeune garçon chargé de porter les lettres d'amour de son maître ». Cet emploi est confirmé par le Livre de la Deablerie d'Eloy d'Amerval, daté de 1507-1508. Son emploi pour désigner une « tromperie, mystification traditionnelle du 1er avril » n'est attesté qu'au XVIIe siècle : sa plus ancienne occurrence connue se trouve dans La Vie de Charles V, duc de Lorraine, de Jean de Labrune, daté de 1691. Cet emploi entre dans le Dictionnaire de l'Académie française en 1718 par l'intermédiaire de la locution « donner un poisson d'avril » qui signifie « obliger quelqu'un à faire quelque démarche inutile pour avoir lieu de se moquer de lui ».
Les origines du poisson d'avril restent obscures mais la tradition festive de personnes qui sont l'objet de farces ou de satires existe dans plusieurs cultures depuis l'Antiquité et le Moyen Âge : fêtes religieuses romaines des Hilaria célébrées le 25 mars ; la Holi, fête des couleurs hindouiste ; Sizdah bedar, fête persane ; Pourim, fête juive ; fête des Fous médiévale en Europe.
Les écrits folkloristes proposent de nombreuses origines mais il ne s'agit que de « vagues conjectures ».
Une première explication relie le poisson d'avril à la Pâques qui marque la fin du jeûne du carême, le poisson prenant une place alimentaire importante à cette période. De plus, l'ichthus chrétien, symbole graphique représentant un poisson, est souvent interprété comme un acronyme du nom de Jésus utilisé du Ier siècle au IVe siècle et le mot poisson serait une corruption du mot Passion.
Une autre hypothèse, couramment reprise par les médias, relie la date du 1er avril à la réforme calendaire au XVIe siècle. Au Moyen Âge, dans plusieurs villes et régions européennes, l’année commençait à des dates variées (Noël, 1er mars, 25 mars) qui correspondaient selon le calendrier julien au Jour de l'an. Le 25 mars notamment était associé la fête de l'Annonciation à Marie avec la tradition de s'échanger des étrennes. En France, l'année civile débutait à différentes dates selon les provinces mais dans celles où elle commençait le 25 mars, il était courant de prolonger les fêtes mariales jusqu'au 1er avril. Le roi Charles IX décide, par l'Édit de Roussillon en 1564, que l'année débuterait désormais le 1er janvier, marque du rallongement des journées, au lieu de fin mars, arrivée du printemps. Le pape Grégoire XIII étend cette mesure à l'ensemble de la chrétienté avec l'adoption du calendrier grégorien en 1582.
Selon la légende, beaucoup de personnes eurent des difficultés à s'adapter au nouveau calendrier, d'autres n'étaient pas au courant du changement et continuèrent à célébrer le 1er avril selon l'ancienne tradition. Pour se moquer d'elles, certains profitèrent de l’occasion pour raconter aux étourdis des histoires pour rire et leur remettre de faux poissons correspondant à la fin du carême. Ainsi naquit le fameux poisson d’avril, le jour des fous, le jour de ceux qui n’acceptent pas la réalité ou la voient autrement. Cette hypothèse de la réforme calendaire, qui s'appuyait sur le fait que la tradition du poisson d'avril est bien attestée au XVIe siècle, est cependant contredite car l'expression ou la notion de poisson d'avril est évoquée dans plusieurs écrits antérieurs à 1564, notamment un poème de Pierre Michault en 1466, Le Livre de la deablerie (diablerie) du curé Eloy d'Amerval en 1508 ou un poème dans l'œuvre Testament rhetoricæ d'Eduard de Dene en 1539.

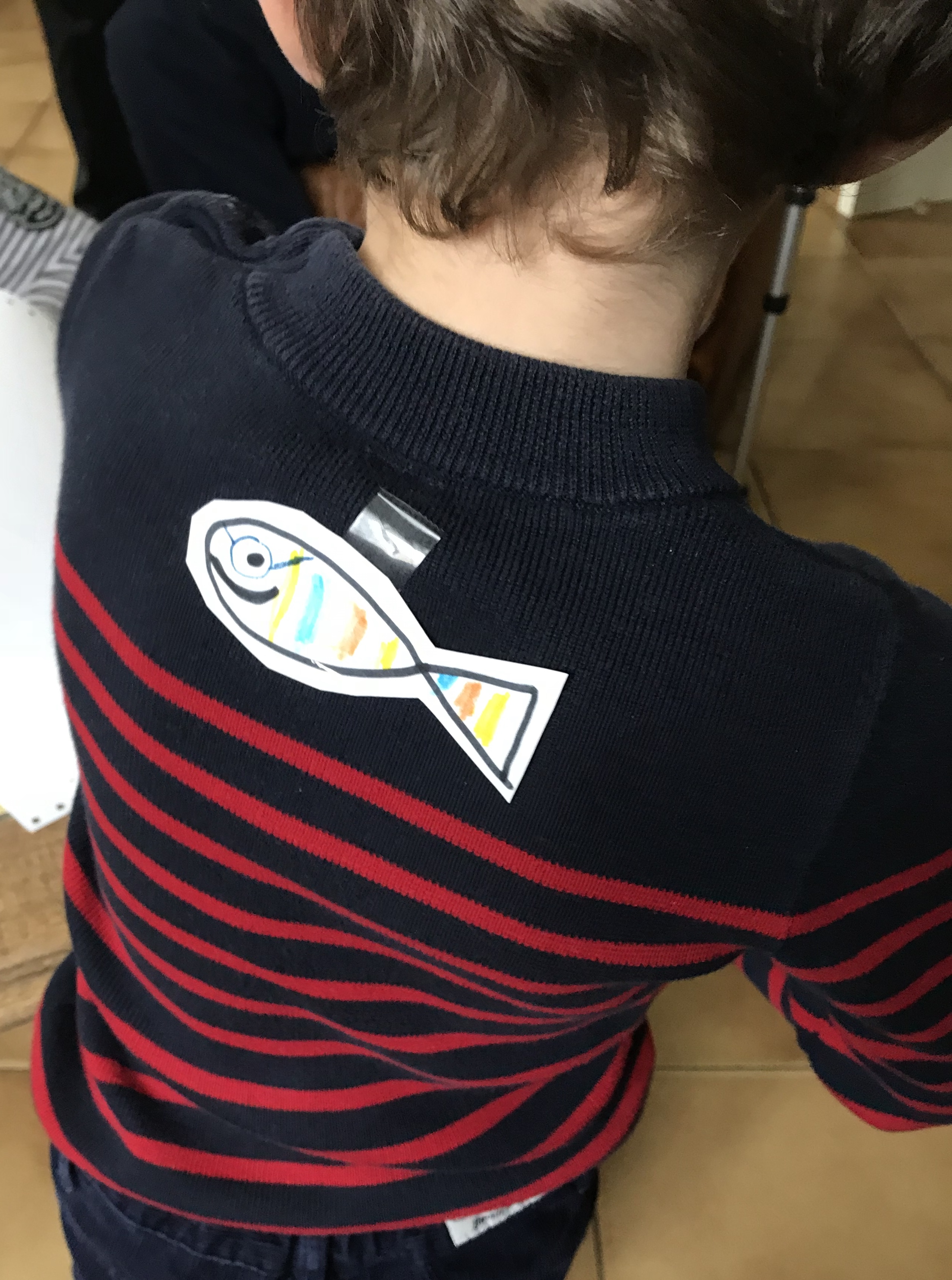
En pratique moderne, plutôt qu'un vrai poisson, on accroche dans le dos un poisson en papier.

Une autre origine viendrait de l'usage dans différents pays d'ouvrir la saison de pêche le 1er avril ou au contraire dans d'autres de la suspendre, afin de respecter la période de reproduction. Pour faire un cadeau aux pêcheurs, et pour se moquer un peu d'eux car la pêche était soit trop facile (abondance le jour d'ouverture), soit infructueuse (jour de suspension), on leur offrait un hareng. C'est alors qu'une habitude populaire se serait installée : on accrochait subrepticement un vrai poisson dans le dos des gens. Comme les habits étaient plus larges, les victimes ne s'en apercevaient pas tout de suite, de sorte que le poisson devenait de plus en plus gluant et puant. Ainsi serait né le goût de faire ce jour-là des petits cadeaux pour rire, des plaisanteries ou des mystifications. Là encore cette hypothèse est rejetée, les archives historiques mentionnant le choix d'autres dates par les autorités gérant les pêches.
Selon le folkloriste Alan Dundes, plusieurs usages semblent s’être en fait mélangés avec celui du carnaval en ce jour qui est une probable émanation d'anciens rites de fertilité et d'inversion, de fêtes au cours desquelles les victimes de farces sont confrontées à un rite calendaire de passage : influence des fêtes antiques, sortie du signe zodiacal des Poissons (dernier signe de l’hiver et dernier signe zodiacal), avril considéré au Moyen Âge comme le premier mois du printemps (le 1er avril étant fixé comme un rite printanier), prolongement de la période du carême où il n’est permis de manger que du poisson.
En France, au début du XXe siècle, on s'envoyait de jolies cartes postales toutes ornées d'un poisson d’avril et richement décorées.
Le musée du château de Dieppe conserve une très importante collection de cartes postales sur ce thème.
Cette coutume de faire des plaisanteries s'est répandue dans de nombreux pays, bien que le poisson ne se soit pas toujours exporté en même temps :
- les Américains et les Britanniques ont conservé leur April Fool's Day (certains Écossais parlent aussi de Gowk ou de Cuckoo),
- les Allemands ont leur Aprilscherz ;
- cette coutume existe aussi au Danemark, aux Pays-Bas, en Belgique, au Canada, en Italie, en Pologne, en Croatie, en Slovénie, au Portugal, aux États-Unis, en Suisse, en Suède, en Finlande, au Japon, en Corée du Sud et en Chine;
- en Russie il s'appelle le « jour des fous » (« den' dourakov »), « jour de fou » (« den' douraka »), « jour de rire » (« den' sm'éha ») ;
- en Roumanie, il s'agit de la « tromperie/duperie du 1er avril » (păcăleală de 1 aprilie) ;
- au Portugal et au Brésil il s'appelle « jour des mensonges » (dia das mentiras) et « jour des ânes » (día dos burros) en Galice (Espagne).

## Événements comparables
- Il existe en Espagne et en Amérique Latine une fête comparable, qui tombe cependant le 28 décembre. C’est le « jour des Saints Innocents » (día de los santos inocentes ou día de los inocentes) ou « massacre des Innocents », qui commémore le massacre des enfants de Bethléem de moins de deux ans ordonné par Hérode (selon l'évangile de Matthieu 2-16). Croisé avec des rites païens comme la fête des Fous, il est devenu le jour des plaisanteries et des canulars, à la manière du premier avril. C’est un petit personnage de papier que l’on accroche au dos des personnes dont on veut se moquer[17].

- En Inde, dans le cadre de la fête de Holi, il est coutumier de se faire des plaisanteries notamment en essayant de s'asperger mutuellement de couleurs. Elle a lieu généralement en mars au début du printemps. Elle dépend du calendrier hindou[18].

## Controverse et enquête
Aux États-Unis, une enquête de la Securities and Exchange Commission (SEC) a été ouverte après que la société Volkswagen a communiqué sur son changement de nom en Voltswagen pour la sortie de véhicule électrique au premier avril 2021, alors que ce jour la société ne change pas de nom,.